# Florilegium Amplissumum et Selectissimum

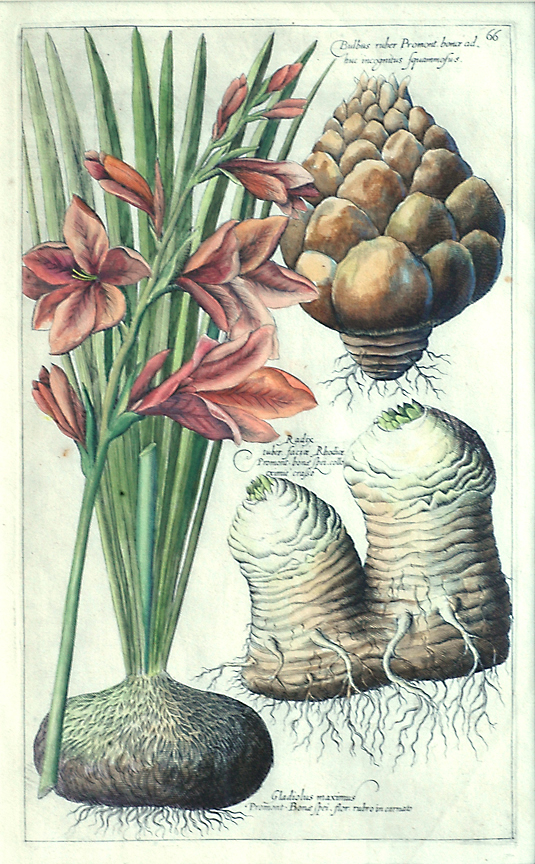
Plancha 66 de Florilegium

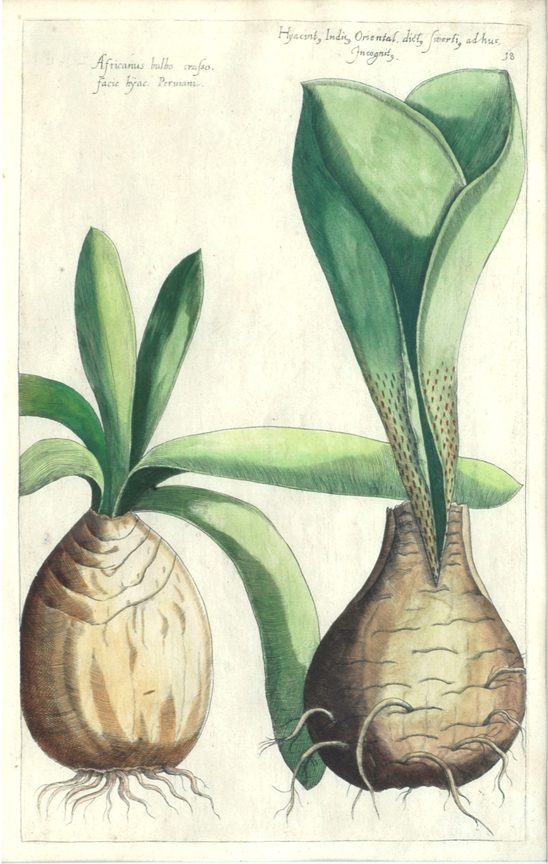
Plancha de Florilegium

Florilegium Amplissumum et Selectissimum, fue un libro ilustrado y con descripciones botánicas que fue escrito por el pintor, ilustrador, y horticultor neerlandés Emanuel Sweert, publicado en 1612, en Fráncfort del Meno.
Sweert vivió en una época en que plantas nuevas de todo el mundo se introducían a Europa a través de mercantes holandeses, ingleses y franceses. Para satisfacer el creciente interés en exóticas plantas, por el público, se establecieron guarderías por los ricos comerciantes con el fin de satisfacer la demanda.  Y las ilustraciones botánicas hallaron de pronto un lugar en la producción de catálogos de los viveros. Sweert preparó su Florilegium  como guía de sus preciosos stocks para la "Feria de Fráncfort de 1612".  Sus planchas, que representaban a unos 560 bulbos y flores, eran de Florilegium  de Johann Theodore de Bry ; que a su vez se basaba en el de Pierre Vallet.  Sus atractivos bulbos representados provocaron gran popularidad, dando lugar a seis ediciones de la obra entre 1612 y 1647, y una demanda que más tarde daría lugar a "Tulipomania".  Durante la Feria, Sweert pasó al servicio de Sacro Emperador Romano Rodolfo II como director de sus jardines de Viena.  Usó libremente placas que habían sido publicados antes, por lo que muchos de las plantas que aparecieron en  Florilegium habían sido cultivadas en los jardines de Enrique IV de Francia, en el Louvre.